# Ænema
Ænema è un singolo promozionale del gruppo musicale statunitense Tool, pubblicato nel 1997 ed estratto dal secondo album in studio Ænima.
Nel corso dell'anno il brano ha vinto un Grammy Award alla miglior interpretazione metal.

## Tracce
1. Ænema (P.M. Version) – 6:39
2. Ænema (A.M. Version) – 6:39

## Formazione
Gruppo
- Danny Carey – batteria
- Justin Chancellor – basso
- Adam Jones – chitarra
- Maynard James Keenan – voce

Produzione
- Tool – produzione
- David Bottrill – produzione, ingegneria del suono, missaggio

## Classifiche
| Classifiche (1997)               | Posizione massima |
| -------------------------------- | ----------------- |
| Stati Uniti (mainstream rock)    | 25                |
| Classifica (2019)                | Posizione massima |
| Stati Uniti (digital)            | 19                |
| Stati Uniti (rock & alternative) | 9                 |
| Stati Uniti (rock digital)       | 6                 |